# Simris-Nöbbelövs landskommun
Simris-Nöbbelövs landskommun var en tidigare kommun i dåvarande Kristianstads län.

## Administrativ historik
Kommunen bildades år 1945 genom en sammanläggning av de tidigare kommunerna Östra Nöbbelöv och Simris.
Den upphörde redan vid den allmänna kommunreformen 1952, då den gick upp i Simrishamns stad som 1971 ombildades till Simrishamns kommun.. 
Municipalsamhället Branteviks municipalsamhälle inrättades 19 oktober 1894 i båda kommunerna, men upplöstes då Simris-Nöbbelöv 1952 blev en del av Simrishamns stad.

## Politik

### Mandatfördelning i valet 1946
| 10 | 15 |

| 23 |